# Турну-Руєнь (комуна)
Турну-Руєнь, Турну-Руєні (рум. Turnu Ruieni) — комуна у повіті Караш-Северін в Румунії. До складу комуни входять такі села (дані про населення за 2002 рік):
- Борлова (1501 особа)
- Далч (248 осіб)
- Зервешть (575 осіб)
- Злагна (351 особа)
- Турну-Руєнь (963 особи) — адміністративний центр комуни
- Чиклень (25 осіб)

Комуна розташована на відстані 314 км на захід від Бухареста, 36 км на схід від Решиці, 95 км на південний схід від Тімішоари.

## Населення
За даними перепису населення 2002 року у комуні проживали 3663 особи.
Національний склад населення комуни:
| Національність | Кількість осіб | Відсоток |
| -------------- | -------------- | -------- |
| румуни         | 3661           | 99,9%    |
| німці          | 1              | < 0,1%   |
| серби          | 1              | < 0,1%   |

Рідною мовою назвали:
| Мова       | Кількість осіб | Відсоток |
| ---------- | -------------- | -------- |
| румунська  | 3659           | 99,9%    |
| угорська   | 1              | < 0,1%   |
| українська | 1              | < 0,1%   |
| німецька   | 1              | < 0,1%   |
| сербська   | 1              | < 0,1%   |

Склад населення комуни за віросповіданням:
| Релігія            | Кількість осіб | Відсоток |
| ------------------ | -------------- | -------- |
| православні        | 2609           | 71,2%    |
| п'ятдесятники      | 605            | 16,5%    |
| баптисти           | 434            | 11,8%    |
| римо-католики      | 10             | 0,3%     |
| греко-католики     | 1              | < 0,1%   |
| бретрени           | 1              | < 0,1%   |
| не релігійні       | 1              | < 0,1%   |
| не вказали релігію | 2              | 0,1%     |